# Raef
Raef (Washington, 8 agosto 1982) è un cantante statunitense naturalizzato egiziano.

## Inizi
Raef ha imparato a suonare la chitarra durante il suo periodo all'Università del Maryland, College Park, dove ha studiato informatica.
Dopo la laurea, Raef ha lavorato per un breve periodo come ingegnere informatico prima di lasciare la scuola superiore per otto anni. Come dice lui:
"Ho deciso di passare da un ingegnere informatico a un insegnante di scuola superiore perché volevo aiutare gli altri in modo più diretto (e perché era piuttosto noioso stare seduto davanti a un computer per 8 ore al giorno)". Raef ha insegnato programmazione informatica nella scuole pubbliche della contea di Montgomery.

## Carriera
L'insegnamento ha dato a Raef più tempo per concentrarsi sulla scrittura di canzoni, spesso esibendosi nei caffè locali e nelle stazioni della metropolitana. È stato introdotto sul palco nazionale dopo che il suo trio rock "Great Seneca" ha fatto il tour negli Stati Uniti d'America nell'ambito dell'iniziativa "Voices for Change". Raef si è unito anche al "Poetic Vision Tour", un gruppo di musicisti e poeti itineranti che si rivolge alla comunità musulmana americana. Raef ha fatto diverse cover a tema musulmano di canzoni popolari, attirando giovani ascoltatori che volevano una visione moderna della musica religiosa. Raef ha firmato con la Awakening Music e ha pubblicato il suo album di debutto, The Path, nel 2014. Nell'estate del 2019 ha pubblicato il suo secondo album, Mercy, con un notevole spostamento verso il rock e la musica country.

### Successo in Indonesia
in occasione dell'uscita del suo album di debutto, The Path, Raef ha fatto diversi viaggi in Indonesia per promuovere la sua musica e per esibirsi in concerti dal vivo. La sua apparizione alla televisione nazionale indonesiana e l'invito del sindaco di Bandung, Ridwan Kamil, ad esibirsi alla conferenza di Bandung ha portato Raef e la sua musica a milioni di indonesiani. Raef è stato anche il protagonista di 30 episodi di The Journey of a Backpacker, una serie televisiva di Ramadan andata in onda su Kompas TV (poi Trans7) in Indonesia e su Alhijrah in Malesia. Nell'agosto 2015, Raef ha ricevuto il "Platinum Award" per le vendite record in Indonesia.

### "We Are Home"
Utilizzando la piattaforma di finanziamento collettivo LaunchGood, con sede a Detroit, sono stati raccolti oltre 22.000 dollari tramite donazioni online per finanziare il video musicale di "Home", diretto dalla regista di Los Angeles Lena Khan. Il video mostra Raef che cammina attraverso la storia americana osservando i contributi dei vari immigrati negli Stati Uniti. Nel video sono presenti anche i contributi dei nativi americani.

## Attività filantropiche
- Il 14 aprile 2012, Raef ha partecipato al concerto di beneficenza "Send a Little Hope" organizzato da Awakening Music e Save an Orphan organization[11] all'Hammersmith Apollo di Londra con Hamza Namira, Irfan Makki, Maher Zain e Mesut Kurtis per sensibilizzare e raccogliere donazioni.[12] Più di 175.000 sterline sono state raccolte.[13]

## Discografia

### Album
| Anno | Titolo                                                                             | Tracce |
| ---- | ---------------------------------------------------------------------------------- | --- |
| 2014 | The Path - Pubblicato il : 5 giugno 2014 - Etichetta discografica: Awakening Music | Peace & Blessings (3:40) The Bright Moon (Tala'al Badru) (4:37) So Real (con Maher Zain) (4:02) You Are the One (3:38) Home (3:07) No One Knows but Me (4:00) The Path (3:43) Mawlaya (4:01) Call on Him (3:51) Freedom Ain't Free (con Nano Omar) (3:27) Dream (4:49) You're There (3:20                                                         |
| 2019 | Mercy - Pubblicato nel : 2019 - Etichetta discografica: Awakening Music            | Alhamdu Lillah (3:07) Mercy (3:56) All About Me (3:42) More Than Me and You (4:29) Subhan Allah (3:43) Ramadan is Here (3:51) Trush (3:07) Dear America (3:29) My Life Matters (3:32) Southern Salawat (4:03) Muhammad Noor (con Sintesa) (3:25) The Land of Light (4:17) Who Are You? (3:32) All About Me (Acoustic) (con Dawud Wharnsby) (4:43) |

## Videografia
| Anno | Titolo                          |
| ---- | ------------------------------- |
| 2011 | It's Jumuah                     |
| 2011 | Redemption Song                 |
| 2012 | Your Mercy                      |
| 2012 | Rabbee I'm Yours                |
| 2012 | With You                        |
| 2012 | Man in the Mirror               |
| 2014 | So Real (con Maher Zain)        |
| 2014 | You Are The One (Cartoon video) |
| 2014 | You Are The One (Music Video    |
| 2014 | Home                            |
| 2015 | Price Tag / Kun Anta            |
| 2015 | Tala'Al Badru (con D'MASIV)     |
| 2015 | Deck The Halls                  |
| 2017 | You're There                    |